# 大卫·W·麦克布莱德
大卫·麦克布莱德（David William McBride，1963年—）是一位澳大利亚籍吹哨人。麦克布莱德揭露了澳大利亚特种部队士兵在驻阿富汗期间杀害多名平民，并因此遭到澳大利亚司法部门以未经授权披露信息、违反澳大利亚国防法等五项罪名指控，如果罪名成立，大卫或将面临五十年的监禁。

## 生平
先后就读于悉尼大学、牛津大学，其在英国留学期间加入英军，曾获得英国陆军少校军衔。
返回悉尼的麦克布莱德也找了几份工作，最终他去应聘进入澳大利亚国防军，成为一位军事律师，并于2011年、2013年两次随军前往阿富汗。其从军期间发现、并搜集调查了自2014年到2016年间，澳大利亚士兵在阿富汗涉嫌战争罪行的信息。2017年，麦克布莱德因为患有创伤应激后遗症而不得不退役。他对澳大利亚军队在阿富汗犯下的战争罪提出了内部指控，将其调查报告提供给了澳大利亚广播公司的记者丹·奥克斯。同年7月，澳大利亚广播公司将澳大利亚驻阿富汗士兵犯下战争罪行的材料公开。
2018年9月，麦克布莱德被捕。2019年3月，他又被控四项罪名；2019年5月30日的听证会上，麦克布莱德拒绝认罪。2024年5月14日，麥克布萊德被判五年八個月監禁。 

## 拓展阅读
- McBride, David. . The Sydney Morning Herald. 8 June 2019  [2020-12-01]. （原始内容存档于2020-11-08）. - Autobiographical profile with photos
- Gregoire, Paul. . Sydney Criminal Lawyers. 19 June 2019  [2020-12-01]. （原始内容存档于2021-02-27）.